# Polyricinoléate de polyglycérol
Le polyricinoléate de polyglycérol (PGPR), est un émulsifiant utilisé comme additif alimentaire, identifié sous le numéro E476.
Le polyricinoléate de polyglycérol réduit la viscosité du chocolat et de composés semblables.
Il réduit la friction entre les particules de cacao, sucre, lait, etc., de manière que celles-ci puissent s'écouler plus facilement quand elles sont mélangées. Dans le chocolat, le E476 est toujours utilisé de pair avec de la lécithine ou un autre agent réducteur de la viscosité.
En améliorant la fluidité du chocolat, il permet aussi de diminuer la quantité de beurre de cacao utilisée, la matière grasse qui donne traditionnellement au chocolat sa texture fondante. Diminuer la quantité de beurre de cacao permet à l'industrie agroalimentaire de réduire les coûts de matière première.
Le polyricinoléate de polyglycérol est un liquide jaune et visqueux composé d'esters de polyglycérol et d'acides gras condensés à partir de l'huile de ricin.
Il peut aussi provenir d'esters de polyglycérols d'acides gras dimérisés d'huile de soja.
Il est composé d'une courte chaine de molécules de glycérol connectées entre elles par des liaisons éther, avec des chaînes d'acide ricinoléique sur les côtés, reliées par des liaisons ester.
Le polyricinoléate de polyglycérol est fortement lipophile, soluble dans les graisses et les huiles, et insoluble dans l'eau et l'éthanol.
Il peut être aussi utilisé comme émulsifiant dans des pâtes à tartiner ou des sauces de salade, ou comme inhibiteur de cristallisation dans des huiles végétales fractionnées.
Le polyricinoléate de polyglycérol est incorporé dans les produits alimentaires à faible dose (en dessous de 1 %).
La sûreté alimentaire du produit a été évaluée depuis les années 1950-1960, en testant sa toxicité éventuelle principalement sur des rats, et aucun problème de toxicité majeur n'a été décelé jusqu'ici.
La dose journalière admissible a été fixée à 7,5 mg·kg-1 de poids corporel.
Le produit peut être incorporé à hauteur de 5 g·kg-1 dans les produits chocolatés et à hauteur de 10 g·kg-1 dans les sauces de salades.
D'après Que Choisir, comme les autres émulsifiants de la même famille, il entraîne un risque d'augmentation de la perméabilité de la barrière intestinale et de promotion des maladies inflammatoires chroniques de l'intestin. Il pourrait également perturber l'équilibre de la flore intestinale et ainsi engendrer divers problèmes de santé de nature auto-immune. L'inflammation intestinale chronique occasionnée pourrait enfin promouvoir l'apparition d'un cancer du côlon.